# 油掛通
油掛通（あぶらかけどおり）は、京都市伏見区を東西に走る通路の名前である。
東は道阿弥町通、西は府道京都守口線までの全長約2.1キロメートル。

## 歴史
町内の西岸寺に伝わる説話によると、同寺に伏見上皇が深く信仰した石地蔵があるが、あるとき山崎の油商人が地蔵の前でつまづき、油桶を落としてしまった。商人は残った油を地蔵に掛けて供養すると、たちまち商運が開け、このご利益はたちまち広まって多くの参拝者で賑わったという。
この説話が、通り名の由来となった。
江戸時代は、淀川を遡上し京橋で三十石船を降り、伏見街道を京都へ向かう旅人で賑わった。
町筋には伏見の地酒、伏見人形、土産を売る店が連なり、大坂からの露店も繁盛し、洛南一の繁華街であったという。
1895年（明治28年）に開業した、日本最初の営業用電車である京都電気鉄道（のちの京都市電伏見線）は、起点を下油掛町の交差点に置いていた。